# Starship Troopers
Starship Troopers är en dystopisk science fiction-film från 1997, regisserad av Paul Verhoeven och skriven av Edward Neumeier. Filmen är mycket löst baserad på romanen Stjärnsoldaten (i original Starship Troopers) av Robert Heinlein. Huvudrollerna spelas av Casper Van Dien, Dina Meyer och Denise Richards.

## Handling
För att regimen ska utfärda fullt medborgarskap tar studenten Johnny Rico värvning i armén och hamnar mitt i ett rymdkrig för att försvara Jorden från utomjordiska insektsangrepp.

## Om filmen
Filmen bygger på Edward Neumeiers manus Bughunt on Outpost 7, som sedan kosmetiskt skrevs om för att likna Robert A. Heinleins roman Stjärnsoldaten från 1959. Filmen regisserades av Paul Verhoeven.

## Rollista (urval)
- Casper Van Dien - Johnny Rico
- Dina Meyer - Dizzy Flores
- Denise Richards - Carmen Ibanez
- Jake Busey - Private Ace Levy
- Neil Patrick Harris - Colonel Carl Jenkins
- Clancy Brown - Career Sergeant Zim
- Seth Gilliam - Private Sugar Watkins
- Patrick Muldoon - Zander Barcalow
- Michael Ironside - Lieutenant Jean Rasczak